# Невяна Митева
Невяна Михайлова Митева-Матеева е българска плувкиня и офицер - полковник.

## Биография
Родена е на 2 май 1970 г. в Добрич. Участва на XXIV Летни олимпийски игри в Сеул, Южна Корея през 1988 г. като част от женската щафета 4x100 m и на 100 и 200 m бътерфлай. С женската щафета се класира на 6-то място. Има над 200 медала, купи и отличия, като държи националните рекорди на 100 и 200 m бътерфлай.
В 1989 г. се присъединява към Българската армия. Завършва в Националната спортна академия и става учител и треньор по плуване в ЦСКА. От 1998 до 2000 г. е заместник командир в националния спортен отбор, отговаряйки за логистиката.
Работи като ПР специалист във военновъздушните сили, както и като специалист човешки ресурси в централата на военновъздушните сили. През 2005 г. завършва Военната академия „Георги Раковски“. Тя е първата жена офицер, завършила специалността „Военновъздушни сили“. Между 2007 и 2009 г. отговаря за международните отношения в кабинета на началника на Генералния щаб на Българската армия. През 2009 г. е назначена за главен експерт Двустранно сътрудничество и регионални инициативи в дирекция Отбранителна политика на Министерство на отбраната.
Невяна Митева е председател на Сдружение на жените военнослужещи от 2009 г. и е председател на комитета на НАТО по равнопоставеността.
На 3 октомври 2021 г. полковник Невяна Митева е издигната от инициативен комитет като кандидатът за вицепрезидент на кандидат президента и ректор на СУ проф. Анастас Герджиков.

## Семейство
Съпругът й е генерал-майор Явор Матеев - военен парашутист, който от 2015 до 2019 г. е командир на 68-а бригада „Специални сили“, а от 2019 г е командир на Съвместното командване на специалните операции.